# Abschiebung von 69 Afghanen aus Deutschland am 4. Juli 2018
Bei der Abschiebung von 69 Afghanen aus Deutschland wurden 69 afghanische Asylbewerber am 4. Juli 2018 mit einem Sammelflug aus München nach Afghanistan abgeschoben. Damit ist diese Sammelabschiebung die größte, die von deutschen Behörden jemals nach Afghanistan durchgeführt wurde.
Dabei war die Abschiebung von mindestens einer Person gesetzwidrig. Ein weiterer Abgeschobener beging unmittelbar nach der Ankunft in Afghanistan Suizid. Durch diese Umstände sowie durch Äußerungen von Bundesinnenminister Horst Seehofer (CSU), der die Abschiebung in einen Zusammenhang mit seinem 69. Geburtstag am 4. Juli 2018 stellte, löste die Sammelabschiebung eine bundesweite Kontroverse aus. Aufgrund der Anzahl der Personen und dem damals verantwortlichen Bundesinnenminister wurden die Abgeschobenen oft kurz unter dem Begriff „Seehofers 69“ zusammengefasst.

## Die Sammelabschiebung

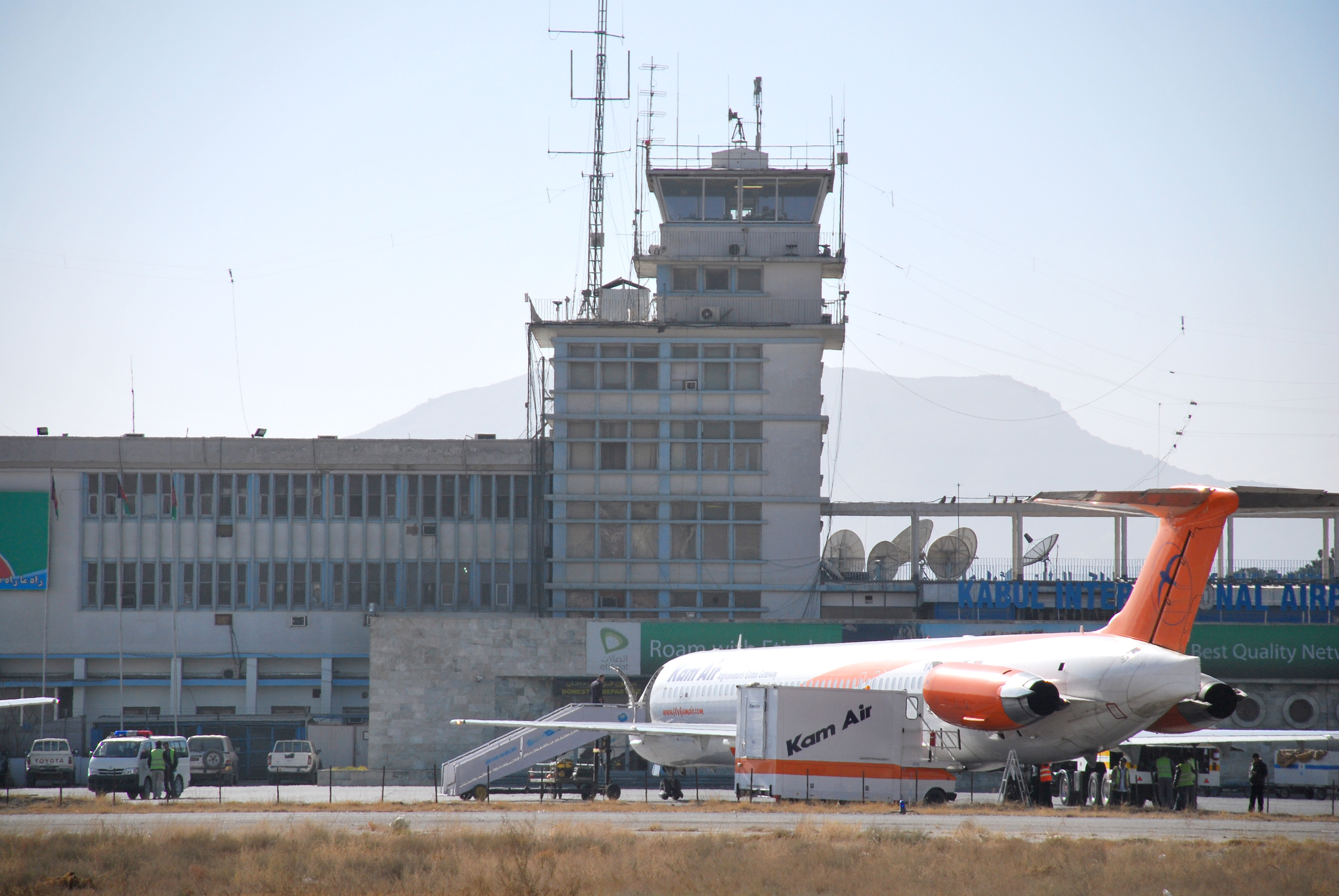
Flughafen in Kabul

Die Abschiebung der 69 Afghanen wurde am Morgen des 4. Juli 2018 durch einen Direktflug vom Flughafen München zur afghanischen Hauptstadt Kabul durchgeführt.
Es war die bisher mit Abstand höchste Anzahl von als abgelehnt geltenden afghanischen Asylbewerbern, die in einem Flug gleichzeitig zurückgeführt wurden. Bis dahin bestand die größte Gruppe von Abzuschiebenden im Dezember 2016 aus 39 Personen.
Missachtet wurde demnach eine vereinbarte Obergrenze von 50 abzuschiebenden Passagieren pro Flug, die das Flüchtlingsministerium in Kabul mit Deutschland vereinbart hatte. Auf die Anzahl an Abgeschobenen angesprochen, antworteten an der Rückführung beteiligte Polizisten, man habe „die früheren geringeren Passagierzahlen wettmachen wollen“. Insgesamt begleiteten 134 Polizisten den Flug.
51 der 69 abzuschiebenden Personen an Bord waren aus Bayern abgeschobene Männer, von denen fünf Straftäter waren. Weitere Personen kamen aus Hamburg, Baden-Württemberg, Mecklenburg-Vorpommern, Sachsen, Berlin, Rheinland-Pfalz, Hessen und Schleswig-Holstein.

## Kontroversen und Kritik

### Gesetzwidrige Abschiebung eines Afghanen
Einer der 69 abgeschobenen Personen ist Nasibullah S., der bis zu seiner Zurückführung in einer Unterkunft in Neubrandenburg (Mecklenburg-Vorpommern) lebte. Nasibullah S. befand sich in einem laufenden Asylklageverfahren, weshalb er nicht hätte abgeschoben werden dürfen. Eine Woche nach der erfolgten Abschiebung hätte S. eigentlich zu einer Anhörung vor Gericht wegen des Klageverfahrens erscheinen sollen. Das Bundesamt für Migration und Flüchtlinge sowie die Ausländerbehörde Mecklenburg-Vorpommern glaubten jedoch fälschlicherweise, dass die Ablehnung des Asylantrags rechtskräftig sei.
Nasibullah S. stellte im November 2015 einen Asylantrag in Deutschland, da er nach eigenen Angaben von den Taliban verfolgt wurde. Es gibt keine Hinweise, dass er in Deutschland strafrechtlich in Erscheinung getreten ist.
Am 18. Juli 2018 wurde bekannt, dass der zu Unrecht abgeschobene Mann zurückgeholt werden muss. Das Verwaltungsgericht Greifswald bestätigte, dass die erfolgte Abschiebung rechtswidrig war. Bundesinnenminister Horst Seehofer sprach bezüglich der Abschiebung von einem „offensichtlichen Behördenfehler“. Deshalb sollen die Prozesse „nochmals geprüft und angepasst“ werden.
Im September 2018 wurde die Klage von Nasibullah S. gegen seinen abgelehnten Asylantrag vom Verwaltungsgericht Greifswald abgelehnt. Seine Anwältin kündigte an gegen die Entscheidung Rechtsmittel einzulegen.

### Suizid eines Abgeschobenen
Ein 23-jähriger abgeschobener Afghane beging kurz nach der Ankunft in Kabul in einer Zwischenunterkunft Suizid. Der Asylbewerber lebte acht Jahre in Hamburg, sein Asylantrag wurde rechtskräftig abgelehnt, und er wurde unter anderem wegen versuchter gefährlicher Körperverletzung, Diebstahls und Drogenbesitzes in Deutschland verurteilt. Weitere Strafanzeigen wegen Raubs, Diebstahls, gefährlicher Körperverletzung und Drogenbesitzes waren in Deutschland anhängig.

### Äußerungen von Horst Seehofer
Am 10. Juli 2018 stellte Bundesinnenminister Horst Seehofer seinen „Masterplan Migration“ vor. Während der Pressekonferenz kommentierte Seehofer die Sammelabschiebung, welche sechs Tage zuvor stattfand, mit folgenden Worten:

„Ausgerechnet an meinem 69. Geburtstag sind 69 – das war von mir nicht so bestellt – Personen nach Afghanistan zurückgeführt worden. Das liegt weit über dem, was bisher üblich war.“

Die Aussage wurde, auch aus den Reihen der CSU, als zynisch kritisiert. Seehofer bedauerte den Selbstmord des Asylbewerbers, von dem er erst zu einem späteren Zeitpunkt erfahren habe. Er führte weiter aus, dass der Bund zwar die Abschiebungen organisiere, die Auswahl der Abzuschiebenden aber nicht durch das Bundesinnenministerium, sondern durch die Länder vorgenommen werde.
Seehofers Aussage inspirierte den Sänger Faber zu seinem Lied „Das Boot ist voll“ (2019). Im Liedtext nahm er auf mit folgendem Vers darauf Bezug:

„Nur der Horst hat dich nicht angelogen
Zu seinem Geburtstag werden sie alle
alle abgeschoben“

### Auswahl der Abzuschiebenden
Von Flüchtlingsaktivisten wie Pro Asyl in Bayern wurde zudem kritisiert, dass die seit dem Bombenanschlag in Kabul am 31. Mai 2017, bei dem 150 Menschen getötet wurden und unter anderem die deutsche Botschaft beschädigt wurde, geltende Selbstverpflichtung, nur Straftäter, terroristische Gefährder und sogenannte Identitätstäuscher abzuschieben, weggefallen sei. Diverse Abgeschobene befanden sich in einem Arbeitsverhältnis, waren Auszubildende oder Berufsschüler. Bei sechs der 51 aus Bayern Abgeschobenen ist bekannt, dass diese strafrechtlich in Erscheinung getreten waren.
Armin Schuster, Bundestagsabgeordneter der CDU, führte dagegen zunächst aus, dass man nach Afghanistan immer noch nur Gefährder und Straftäter abschiebe. Das sei Konsens in der Bundesregierung. 50 der 69 abgeschobenen Afghanen waren allerdings weder Straftäter noch Gefährder oder sogenannte Identitätfeststellungsverweigerer. Schuster bezeichnete seine Aussage später als Fehler, „sie habe nicht auf den aktuellsten Informationen basiert.“ Im Stern wurde darüber berichtet, dass eine Person am Tag ihrer Schulabschlussprüfung abgeschoben wurde. Weitere Insassen des Fluges waren in Praktika oder in Ausbildungen.

### Rückkehr einiger der Abgeschobenen nach Deutschland
Nach ARD-Berichten sind mindestens fünf der abgeschobenen Afghanen wieder nach Deutschland zurückgekehrt.